# Dündar Osmanoğlu
Dündar Osmanoğlu (Damasco, 30 de diciembre de 1930-Damasco, 18 de enero de 2021), fue el jefe de la Casa de Osman o Dinastía Osmanlí que gobernó el Imperio Otomano desde el siglo XV hasta su desaparición en 1922.

## Vida personal
Dündar nació en Damasco (actual Siria). Él se convirtió en el heredero al trono turco en 2017, a la muerte de Bayezid Osman.
Es bisnieto del sultán otomano Abdul Hamid II. Su abuelo fue Mehmed Selim y su padre fue Mehmed Abdülkerim. Su único hermano, Harun nació en 1932.

### Matrimonio
Osmanoğlu estaba casado con Yüsra Hanım (o Yüsura Hamim) y no tuvieron hijos. Su esposa murió el 25 de julio de 2017 en Damasco.
En 1974, a la familia otomana se le permitió regresar a Turquía. Sin embargo, Osmanoğlu se negó a emigrar y se quedó en Damasco a pesar de que la mayoría de los miembros de la familia regresaron a Estambul.

## Últimos años y fallecimiento
La Guerra Civil Siria estalló en 2011 y en 2013 surgieron informes de los medios de comunicación de que Osmanoğlu estaba varado en Siria. En agosto de 2017, fue evacuado por orden de Recep Tayyip Erdoğan, presidente de Turquía. Osmanoğlu fue evacuado inicialmente a Beirut en el Líbano. Posteriormente se trasladó a Estambul.
Dündar Alí Osman murió en la madrugada del martes 19 de enero de 2021 en un hospital de Damasco, a la edad de noventa años, después de sufrir una enfermedad durante muchos años. Abdülhamid Kayıhan Osmanoğlu (en turco: Abdülhamid Kayıhan Osmanoğlu), sobrino de Dündar Alí Osman, anunció la muerte en un tuit en Twitter, en el que decía: "El jefe de la dinastía otomana, y mi tío el príncipe Dundar Abdul Karim Osmanoglu, murió en el hospital recibiendo tratamiento. En Damasco, la capital de Siria".
Fue sucedido por su hermano Harun Osman Osmanoğlu (nacido el 22 de enero de 1932) siendo ahora el 46.º Jefe de la Casa de Osman, ya que en esta casa hereda el varón de más edad de la familia, no en descendencia directa. También es conocido por el nombre imperial otomano como Şehzade (Príncipe) Harun Osman Osmanoglu Effendi.

## Árbol genealógico
|  |                                     |  |  |  |  |  |  |  |  |  |  |  |  |  |  |  |
|  | 16. Sultán Abdülmecid I             |  |  |  |  |  |  |  |  |  |  |  |  |  |  |  |
|  |                                     |  |  |  |  |  |  |  |  |  |  |  |  |  |  |  |
|  |                                     |  |  |  |  |  |  |  |  |  |  |  |  |  |  |  |
|  | 8. Sultán Abdul Hamid II            |  |  |  |  |  |  |  |  |  |  |  |  |  |  |  |
|  |                                     |  |  |  |  |  |  |  |  |  |  |  |  |  |  |  |
|  |                                     |  |  |  |  |  |  |  |  |  |  |  |  |  |  |  |
|  | 17. Emperatriz Tirimüjgan Kadın     |  |  |  |  |  |  |  |  |  |  |  |  |  |  |  |
|  |                                     |  |  |  |  |  |  |  |  |  |  |  |  |  |  |  |
|  |                                     |  |  |  |  |  |  |  |  |  |  |  |  |  |  |  |
|  | 4. Şehzade Mehmed Selim             |  |  |  |  |  |  |  |  |  |  |  |  |  |  |  |
|  |                                     |  |  |  |  |  |  |  |  |  |  |  |  |  |  |  |
|  |                                     |  |  |  |  |  |  |  |  |  |  |  |  |  |  |  |
|  | 18. Principe Kerzedzh Mehmed Bey    |  |  |  |  |  |  |  |  |  |  |  |  |  |  |  |
|  |                                     |  |  |  |  |  |  |  |  |  |  |  |  |  |  |  |
|  |                                     |  |  |  |  |  |  |  |  |  |  |  |  |  |  |  |
|  | 9. Emperatriz Bedrifelek Kadın      |  |  |  |  |  |  |  |  |  |  |  |  |  |  |  |
|  |                                     |  |  |  |  |  |  |  |  |  |  |  |  |  |  |  |
|  |                                     |  |  |  |  |  |  |  |  |  |  |  |  |  |  |  |
|  | 19. Princesa İnal-ipa Faruhan Hanım |  |  |  |  |  |  |  |  |  |  |  |  |  |  |  |
|  |                                     |  |  |  |  |  |  |  |  |  |  |  |  |  |  |  |
|  |                                     |  |  |  |  |  |  |  |  |  |  |  |  |  |  |  |
|  | 2. Şehzade Mehmed Abdülkerim        |  |  |  |  |  |  |  |  |  |  |  |  |  |  |  |
|  |                                     |  |  |  |  |  |  |  |  |  |  |  |  |  |  |  |
|  |                                     |  |  |  |  |  |  |  |  |  |  |  |  |  |  |  |
|  | 5. Princess Nilüfer Hanım           |  |  |  |  |  |  |  |  |  |  |  |  |  |  |  |
|  |                                     |  |  |  |  |  |  |  |  |  |  |  |  |  |  |  |
|  |                                     |  |  |  |  |  |  |  |  |  |  |  |  |  |  |  |
|  | 1. Dündar Ali Osman                 |  |  |  |  |  |  |  |  |  |  |  |  |  |  |  |
|  |                                     |  |  |  |  |  |  |  |  |  |  |  |  |  |  |  |
|  |                                     |  |  |  |  |  |  |  |  |  |  |  |  |  |  |  |
|  | 3. Princesa Nimet Hanım             |  |  |  |  |  |  |  |  |  |  |  |  |  |  |  |
|  |                                     |  |  |  |  |  |  |  |  |  |  |  |  |  |  |  |
|  |                                     |  |  |  |  |  |  |  |  |  |  |  |  |  |  |  |